# Chad Hurley
Chad Meredith Hurley, ameriški programer in poslovnež, * 1977.
Je soustanovitelj in CEO popularne spletne strani za izmenovanje video posnetkov YouTube. Oktobra 2006 je prodal YouTube Googleu za 1,65 milijarde dolarjev.

## Življenje
Chad Hurley je odraščal blizu mesta Birdsboro, v zvezni državi Pennsylvaniji, s starejšo sestro in mlajšim bratom. Njegova starša sta Donald Hurley, finančni svetovalec, in Joann Hurley, šolska učiteljica. Leta 1995 je končal srednjo šolo in šel študirati umetnost na Pennsylvanijsko univerzo.

## Delo za PayPal
Ko je dokončeval srednjo šolo, je slišal za novo podjetje PayPal, in jim poslal svoj življenjepis, ter bil povabljen, da naredi logo. Rezultat je trenutni PayPalov logo, ki ga je ustvaril Hurley.

## Rojstvo YouTuba
YouTube je nastal, ko so hoteli ustanovitelji deliti nekaj videov s prijatelji, a je bilo pošiljanje video posnetkov po elektronski pošti preveč trajajoče in težko, zato so začeli delati nekaj bolj preprostejša, in kmalu je nastal YouTube.